# Nexus 6P
Il Nexus 6P (nome in codice Angler) è il settimo smartphone di Google ed è realizzato in partnership con Huawei, preceduto dal Nexus One (HTC), Nexus S, Galaxy Nexus (Samsung), Nexus 4, Nexus 5 (LG) e Nexus 6 (Motorola). Questo dispositivo è in vendita tramite il Google Store o tramite canali di distribuzione esterni.
Il telefono è stato presentato con Android 6.0 chiamato "Marshmallow", come i famosi dolciumi statunitensi.
Sin dalla presentazione, è stato disponibile in Molte colorazioni, grafite, alluminio, argento e oro (quest'ultima esclusiva cinese). Tutte le varianti sono realizzate in una scocca di metallo unibody che ha la barra di vetro nera per tutti i modelli.
Il dispositivo è assieme al Nexus 5X di LG, il primo ad essere commercializzato con la nuova versione 6.0 del sistema operativo Android, il primo nexus ad avere un connettore USB-C e il primo nexus ad avere un sensore d'impronte, posizionato sul retro.

## Software
Come con i precedenti modelli, il Nexus 6P utilizza il sistema operativo mobile Android, sviluppato da Google. Il Nexus 6P monta la versione 6.0 Marshmallow del sistema operativo.
Il 7 dicembre 2015 viene rilasciato l'aggiornamento ad Android 6.0.1 introducendo le nuove emoji dello standard Unicode 8.0, gli aggiornamenti di sicurezza mensili e svariate correzioni di bug minori.
Attualmente (2018) il supporto mainstream è terminato per cui non ci saranno avanzamenti di versione di Android, rimanendo quindi alla versione 8.1 Oreo. Gli aggiornamenti mensili di sicurezza invece sono garantiti fino alla fine del 2019.

## Hardware

### Schermo
Lo schermo misura 5,7 pollici e il display è di tipo AMOLED Quad HD con una risoluzione di 2560 × 1440 pixel. Il vetro del Nexus 6P è un Corning Gorilla Glass 4, multi-touch (max. 10 tocchi contemporanei) e oleofobico a prova di impronte. La densità di pixel è di 518 ppi (pixel-per-inch, pixel per pollice). Il Nexus 6P è dotato di un sensore di luce ambientale per regolare la luminosità dello schermo automaticamente.

### CPU e RAM
Il Nexus 6P è fornito del processore a 64 bit octa core Qualcomm Snapdragon 810 in versione 2.1 (quattro core "ARM Cortex-A57 MPcore Harvard Superscalar" a 64-bit con frequenza di clock massima di 1958 MHz e quattro core "ARM Cortex-A53 MPcore Harvard Superscalar" a 64-bit con frequenza di clock massima di 1555 MHz) ed è dotato di 3 GB di RAM LPDDR4. Possiede inoltre una GPU Adreno 430 con frequenza massima di 650 MHz.

### Tasti fisici
Ci sono un totale di due comandi fisici: il bilanciere del volume ed il pulsante accensione/stand-by entrambi a destra, entrambi realizzati in materiale ceramico (il pulsante di accensione è leggermente zigrinato per riconoscerlo facilmente dal bilanciere del volume).

### Audio
Il Nexus 6P presenta due casse stereo posizione sulla parte anteriore del telefono. La prima cassa in alto funge anche da capsula auricolare. Il jack da 3,5 mm per le cuffie si trova sul bordo anteriore.

### Camera
Il Nexus è stato dotato di un sensore posteriore da 12.5 mpx con stabilizzatore digitale. Supportate le funzionalità rilevazione volti, geotagging, HDR+, Panorama e la nuova funzione Photo Sphere, che permette di creare foto panoramiche a 360°. L'acquisizione video massima è alla risoluzione 4K a 30 fps. Vi è anche la possibilità di scattare in modalità smart burst, con slow motion a 120 e 240 FPS. Per quanto riguarda il sensore anteriore è stata inserita un sensore da 8 mpx. I pixel utilizzati dalla fotocamera posteriore hanno una larghezza di 1,55 micron, con conseguente cattura di più luce per scatti ottimali anche in situazione di scarsa luminosità. È disponibile anche un flash led dual tone e autofocus laser.

### Sensori
Il Nexus 6P ha al suo interno l'Android Sensor Hub, presentato da Google: un coprocessore a basso voltaggio con il compito di gestire il funzionamento di tutti i sensori, sgravando il lavoro al processore primario e giovando sull'autonomia del dispositivo. È inoltre dotato di giroscopio, accelerometro, magnetometro, barometro, bussola, sensore di luce ambientale e sensore biometrico per le impronte digitali. Supporta infine la connettività GPS e GLONASS. La maggior parte di questi sensori sono posizionati all'interno della caratteristica banda di vetro nera sul retro, per permettere una ricezione e una velocità ottimali evitando di subire interferenze dal corpo in alluminio del dispositivo.

### Memoria
Nexus 6P è disponibile in tre varianti: 32 GB, 64 GB o 128 GB. I dati vengono memorizzati su una memoria flash integrata e non vi è possibilità di espansione. L'unico modo per "espandere" la memoria è utilizzare servizi di cloud storage quali Google Drive o simili oppure usare delle pendrive USB via OTG

### Batteria
Il telefono monta un accumulatore ai polimeri di litio da 3450 mAh, integrato nel sistema e non estraibile, ricaricabile tramite USB di tipo C.